# 双鳞芋属
双鳞芋属（学名：Bognera）是天南星科的一属。

## 下属物种
本属包括以下物种：
- 双鳞芋 Bognera recondita (Madison) Mayo & Nicolson